# Lista filmelor românești prezentate la Cannes
Aceasta este lista tuturor filmelor românești prezente la Festivalul Internațional de Film de la Cannes în perioada 1956-2010.
| An   | Film                              | Regizor                       | IMDb | Ediție Cannes/Premii |
| ---- | --------------------------------- | ----------------------------- | ---- | --- |
| 1956 | Afacerea Protar                   | Haralambie Boroș              | IMDb | Ediția IX (25 aprilie 1956) |
| 1957 | La „Moara cu noroc”               | Victor Iliu                   | IMDb | Ediția X (mai 1957) |
| 1958 | Ciulinii Bărăganului              | Louis Daquin                  | IMDb | Ediția XI (2-18 mai 1958) |
| 1960 | Telegrame                         | Gheorghe Naghi, Aurel Miheleș | IMDb | Ediția XIII (mai 1960) |
| 1961 | Darclée                           | Mihai Iacob                   | IMDb | Ediția XIV (1961) |
| 1963 | Codin                             | Henri Colpi                   | IMDb | Ediția XVI (mai 1963) Premiul pentru adaptare cinematografică Premiul pentru tehnică cinematografică și culoare al Comisiei superioare tehnice franceze |
| 1965 | Pădurea spînzuraților             | Liviu Ciulei                  | IMD  | Ediția XVIII Premiul pentru regie |
| 1966 | Răscoala                          | Mircea Mureșan                | IMDb | Ediția XIX (1966) Premiul "Opera Prima" |
| 1971 | Printre colinele verzi            | Nicolae Breban                | IMDb | Ediția XXIV(1971) |
| 1992 | Balanța                           | Lucian Pintilie               | IMDb | Ediția XLV (1992) Inclus în selecția oficială - hors-concours - a Festivalului Internațional de film de la Cannes                                       |
| 1993 | E pericoloso sporgersi            | Nicolae Caranfil              | IMDb | Ediția XLVI (1993) Inclus în secțiunea „Quinzaine des réalisateurs” a Festivalului Internațional de Film de la Cannes                                   |
| 1994 | O vară de neuitat                 | Lucian Pintilie               | IMDb | Ediția XLVII (mai 1994) |
| 1995 | Senatorul melcilor                | Mircea Danieliuc              | IMDb | Ediția XLVIII (19 mai 1995) |
| 1996 | Prea târziu                       | Lucian Pintilie               | IMDb | Ediția XLIX (mai 1996) |
| 2000 | Marfa și banii                    | Cristi Puiu                   | IMDb | Ediția LIII (2000) Inclus în secțiunea „Quinzaine des réalisateurs” a Festivalului Internațional de Film de la Cannes                                   |
| 2002 | Occident                          | Cristian Mungiu               | IMDb | Ediția LV (2002) Inclus în secțiunea „Quinzaine des réalisateurs” a Festivalului Internațional de Film de la Cannes                                     |
| 2003 | Niki Ardelean, colonel în rezervă | Lucian Pintilie               | IMDb | Ediția LVI (2003) Inclus în secțiunea „Quinzaine des réalisateurs” a Festivalului Internațional de Film de la Cannes                                    |
| 2007 | 4 luni, 3 săptămâni și 2 zile     | Cristian Mungiu               | IMDb | Ediția LX (16-27 mai 2007) Palme d'Or pentru lung metraj Premiul Fipresci, Cannes                                                                       |
| 2007 | California Dreamin                | Cristian Nemescu              | IMDb | Ediția LX (16-27 mai 2007) Premiul secțiunii „Un certain regard”                                                                                        |
| 2009 | Polițist, adjectiv                | Corneliu Porumboiu            | IMDb | Ediția LXII (23 mai 2009) Premiul FIPRESCI și cu Premiul Juriului, pentru secțiunea „Un Certain Regard”                                                 |
| 2012 | După dealuri                      | Cristian Mungiu               | IMDb | Ediția LXV (19 mai 2012) Premiul cel mai bun scenariu                                                                                                   |
| 2016 | Câini                             | Bogdan Mirică                 | IMDb | Ediția LXIX (2016) A fost nominalizat în secțiunea „Un certain regard” și a câștigat premiul FIPRESCI al criticilor de film.                            |
| 2016 | Bacalaureat                       | Cristian Mungiu               | IMDb | Ediția LXIX (2016) Premiul pentru regie |
| 2019 | La Gomera                         | Corneliu Porumboiu            | IMDb | Ediția LXXII (2019) |
| 2022 | R.M.N.                            | Cristian Mungiu               | IMDb | Ediția LXXV (2022) |